# Malawi op de Olympische Zomerspelen 1972
Malawi debuteerde op de Olympische Spelen tijdens de Olympische Zomerspelen 1972 in München, West-Duitsland. Pas in 1984 zou het Afrikaanse land voor de tweede keer deelnemen.

## Deelnemers en resultaten
(m) = mannen, (v) = vrouwen 

### Atletiek
| Olympiër           | Discipline             | Resultaat | Prestatie                             |
| ------------------ | ---------------------- | --------- | ------------------------------------- |
| Mustaff Matola     | 100m (m)               | 79e       | serie 12: 7de in 11,31                |
| Eston Kaonga       | 200m (m)               | 43e       | serie 6: 6de in 22,18                 |
| William Msiska     | 400m (m)               | 50e       | serie 7: 7de in 48,81                 |
| Harry Nkopeka      | 800m (m)               | 52e       | serie 6: 8ste in 1.57,7               |
| Harry Nkopeka      | 1500m (m)              | 56e       | serie 5: 9de in 4.00,9                |
| Matthews Kambale   | marathon (m)           | 56e       | 2:45.50                               |
| Martin Matupi      | hink-stap-springen (m) | 34e       | kwalificatie groep A: 17de met 13,57m |
| Daniel Mkandawire  | hoogspringen (m)       | 36e       | kwalificatie groep B: 17de met 1,90m  |
| Wilfred Mwalawanda | tienkamp (m)           | 22e       | 6227 punten                           |
|                    |                        |           |                                       |
| Missie Misomali    | 100m (v)               | 44e       | serie 1: 8ste in 12,78                |
| Mabel Saeluzika    | 200m (v)               | 35e       | serie 2: 6de in 28,29                 |
| Emesia Chizunga    | 800m (v)               | 35e       | serie 3: 7de in 2.19,22               |
| Emesia Chizunga    | 1500m (v)              | 33e       | serie 3: 8ste in 4.41,47              |

### Boksen
| Olympiër        | Discipline | Resultaat | Prestatie                                              |
| --------------- | ---------- | --------- | ------------------------------------------------------ |
| Shekie Kongo    | -48kg (m)  | 9e        | 1ste ronde: vrij 2de ronde: V van ETH Haile: knock-out |
| Jungle Thangata | -57kg (m)  | 17e       | 1ste ronde: vrij 2de ronde: V van ESP Rubio: knock-out |
| Tatu Chionga    | -60kg (m)  | 17e       | 1ste ronde: vrij 2de ronde: V van TCH Kaspar: 0-5      |

### Wielersport
| Olympiër        | Discipline       | Resultaat | Prestatie      |
| --------------- | ---------------- | --------- | -------------- |
| Grimon Langson  | wegwedstrijd (m) | DNF       | niet gefinisht |
| Raphael Kazembe | wegwedstrijd (m) | DNF       | niet gefinisht |

Afghanistan · Albanië · Algerije · Amerikaanse Maagdeneilanden · Argentinië · Australië · Bahama's · Barbados · België · Bermuda · Birma · Bolivia · Bondsrepubliek Duitsland · Brazilië · Brits-Honduras · Bulgarije · Canada · Ceylon · Chili · Colombia · Congo-Brazzaville · Costa Rica · Cuba · Dahomey · Denemarken · Dominicaanse Republiek · Duitse Democratische Republiek · Ecuador · Egypte · El Salvador · Ethiopië · Fiji · Filipijnen · Finland · Frankrijk · Gabon · Ghana · Griekenland · Groot-Brittannië · Guatemala · Guyana · Haïti · Hongarije · Hongkong · Ierland · IJsland · India · Indonesië · Iran · Israël · Italië · Ivoorkust · Jamaica · Japan · Joegoslavië · Kameroen · Kenia · Khmerrepubliek · Koeweit · Lesotho · Libanon · Liberia · Liechtenstein · Luxemburg · Madagaskar · Malawi · Maleisië · Mali · Malta · Marokko · Mexico · Monaco · Mongolië · Nederland · Nederlandse Antillen · Nepal · Nicaragua · Nieuw-Zeeland · Niger · Nigeria · Noord-Korea · Noorwegen · Oeganda · Oostenrijk · Opper-Volta · Pakistan · Panama · Paraguay · Peru · Polen · Portugal · Puerto Rico · Roemenië · San Marino · Saoedi-Arabië · Senegal · Singapore · Soedan · Somalië · Sovjet-Unie · Spanje · Suriname · Swaziland · Syrië · Taiwan · Tanzania · Thailand · Togo · Trinidad en Tobago · Tsjaad · Tsjecho-Slowakije · Tunesië · Turkije · Uruguay · Venezuela · Verenigde Staten · Vietnam · Zambia · Zuid-Korea · Zweden · Zwitserland